# 尤里·弗拉基米罗维奇·茨维特科夫
尤里·弗拉基米罗维奇·茨维特科夫（俄语：Юрий Владимирович Цветков，1929年11月24日—2020年10月12日），俄罗斯材料学家。俄罗斯科学院院士。

## 生平
1952年毕业于莫斯科化工学院，1953年在苏联科学院冶金材料研究所深造，并从事研究工作。1958年获副博士学位，1968年年获全博士学位。1975年获苏联部长会议奖。1985年担任该所冶金及金属加工等离子体过程实验室主任。主要从事利用等离子工艺技术改善材料性能的综合性研究。曾任《材料加工物理化学》期刊主编。2013年因电子顺磁共振的研究获扎沃伊斯基国际奖。
1994年当选俄罗斯科学院通讯院士，2006年当选俄罗斯科学院化学与材料学部院士。2020年10月12日逝世。